# Federal (álbum)
| Críticas profissionais | Críticas profissionais |
| Avaliações da crítica  | Avaliações da crítica  |
| Fonte                  | Avaliação              |
| ---------------------- | ---------------------- |
| Allmusic               | [ 1 ]                  |

Federal é o álbum de estréia do rapper da Bay Area E-40, lançado em 10 de Novembro de 1992 pela Sick Wid It Records. O álbum ficou na 80ª posição da Billboard R&B/Hip-Hop Albums
Após assinar um contrato com a Jive Records, a gravadora re-lançou o álbum em 1994 tirando três faixas.

## Faixas

### Versão original (1992)
1. "Drought Season" (feat. Kaveo)
2. "Rat Heads"
3. "Federal"
4. "Outsmart the Po Po's" (feat. B-Legit)
5. "Hide 'n' Seek"
6. "Carlos Rossi"
7. "Tanji II"
8. "Let Him Have It" (feat. Little Bruce)
9. "Questions" (feat. Lil E)
10. "Extra Manish" (feat. Mugzi)
11. "Get Em Up"
12. "Nuttin Ass Nigga"
13. "Rasta Funky Style"
14. "Shouts Out"

### Re-lançamento (1994)
1. "Drought Season" (feat. Kaveo)
2. "Rat Heads"
3. "Federal"
4. "Outsmart The Po Po's" (feat. B-Legit)
5. "Hide 'n' Seek"
6. "Let Him Have It" (feat. Little Bruce)
7. "Questions" (feat. Lil E)
8. "Extra Manish" (feat. Mugzi)
9. "Carlos Rossi"
10. "Nuttin' Ass Nigga"
11. "Shouts Out"